# 钱程
钱程（1962年3月—），籍贯江苏南通，上海滑稽戲表演艺术家，国家一级演员，中国农工民主党党员，歷任上海滑稽剧团副团长，上海市曲艺家协会副主席，上海市政协第十届、第十一届、第十二届委员，上海市第十五届人民代表大會代表。曾出演多部独脚戏，並出演电视情景喜剧《老娘舅》、《新上海屋檐下》等，並獲得中国曲艺牡丹奖之表演獎。
钱程热心于上海话的保护和传承，多次來到学校开展公益上海话课程，并在市政协会议上提案建议公共交通增加上海话报站、推进学龄前儿童上海话教育。